# Louis Pécour
Louis Pécour (París, França, 10 d'agost de 1653 - 23 d'abril de 1729) fou un ballarí francès.
Era fill d'un correu del rei, i el 1673 debuta en el teatre de l'Òpera de la capital francesa amb el Cadmus de Lully. Més tard, l'anomenà professor de ball dels patges del rei, i aconseguí a assolir molta fama en el seu art, fet al que hi contribuí la seva elegant figura i la noblesa i dignitat que sabia comunicar a les activitats rítmiques.
Per altra banda, fou autor d'alguns balls d'espectacle, i se li atribueix la invenció, o, almenys, el perfeccionament de l'art d'anotar per escrit els passos d'un ball, afirmant-se que vers aquesta matèria, publicà un tractat que intitula Chorégraphie.
Va compondre la part coreogràfica de la majoria dels balls de l'Acadèmia Reial de Música i dels que s'executaven en la cort, i es feu aplaudir especialment en els titulats Amadis, Isis, Persée, Bellérophon, etc.
La Bruyère, en els seus Caractères, tracta d'aquest ballarí, al que assenyala amb el nom de Bathylle i en destaca els èxits que assolí. El 1703 Pécour deixà l'escena, sent substituït per Nicolás Blondy, però continuà component balls.